# G5C

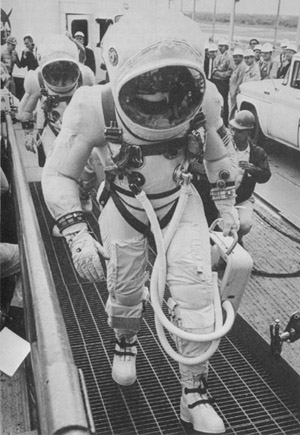
Los astronautas Frank Borman y James A. Lovell se dirigen a la rampa del ascensor de la plataforma de lanzamiento 19 para el comienzo de la misión Gemini 7, mientras visten sendos trajes G5C.

G5C fue uno de los tipos de traje espacial fabricado por la empresa David Clark para las misiones del programa Gemini, y fue diseñado para ser usado en la misión Gemini 7, de larga duración (14 días), por los astronautas Frank Borman y James A. Lovell. Estaba hecho para ser mucho más cómodo que sus antecesores y podía quitarse en vuelo.
El G5C era básicamente un traje G3C modificado, más ligero y cómodo, con una capucha con visor en lugar del casco de presión completa de los anteriores trajes. El visor estaba hecho de policarbonato en lugar de plexiglás para proporcionar una visión más clara, y el anillo cervical que unía el casco al resto del traje fue sustituido por un sistema con cremallera. Los astronautas disponían además de cremalleras adicionales en el resto del traje para realizar otros ajustes.
Durante la misión se comprobó que los astronautas se sentían más cómodos vistiendo el traje durante las partes no críticas del vuelo, lo que llevó al uso de este tipo de vestimenta en todas las misiones desde la Apolo 7 hasta el presente.